# Hydroporus semenowi
Hydroporus semenowi är en skalbaggsart som beskrevs av Jakovlev 1897. Hydroporus semenowi ingår i släktet Hydroporus och familjen dykare. Enligt den finländska rödlistan är arten otillräckligt studerad i Finland. Arten är reproducerande i Sverige. Artens livsmiljö är vattenmiljöer. Inga underarter finns listade i Catalogue of Life.